# مانتي تيو
مانتي مالييتاو لويس تيو (/ˈmæntaɪ ˈtɛʔoʊ/ MAN-ty-_-TEH-'oh; وُلد في 26 يناير 1991) هو لاعب كرة قدم أمريكية محترف سابق، لعب في مركز اللاينباكر ضمن الدوري الوطني لكرة القدم الأمريكية. لعب كرة القدم الأمريكية الجامعية مع فريق نوتردام فايتينغ أيرش، ونال تكريم جميع الأمريكيين بالإجماع، وحصل على عدة جوائز وطنية. تم اختياره من قبل فريق سان دييغو تشارجرز في الجولة الثانية من درافت دوري كرة القدم الأمريكية لعام 2013، واستمر في اللعب في الدوري حتى عام 2021. ومنذ عام 2024، يعمل تيو كمعلق ومحلل على الهواء في الدوري الوطني لكرة القدم الأمريكية.
في عام 2012، أصبح تيو ضحية انتحال إلكتروني عندما قام رونايا توياسوسوبو بإنشاء شخصية وهمية على الإنترنت تدعى ليناي كيكوا، والتي أقام معها تيو علاقة عاطفية.

## الحياة المبكرة
لعب تييو لصالح مدرسة بوناهو، وهي مدرسة خاصة ذات تعليم مختلط في هونولولو، حيث كان قد التحق أيضًا بالمدرسة الإعدادية. بدأ تييو مسيرته مع فريق الفارسيتي في عام 2006 بأداء رائع أهّله للاختيار ضمن تشكيلة الولاية للفريق الثاني عندما كان في سنته الدراسية الثانية.
في سنته الدراسية الثالثة عام 2007، تم اختيار تييو كأفضل لاعب دفاعي في الولاية من قبل صحيفة هونولولو، ولاعب العام في الولاية من غاتوريد. حصل على تكريم ضمن الفريق الأول لكل الولاية بعد أن سجل 90 قاموس مصطلحات كرة القدم الأمريكية و5 ظهير ربعي في الدفاع، بالإضافة إلى 400 ياردة ركض و10 أهداف كلاعب ركض خلفي. وقد جذب أداؤه اهتمامًا كبيرًا من الكليات والكشافين الرياضيين.
دخل تييو سنته الأخيرة كواحد من أكثر اللاعبين والمجندين شهرة على المستويين المحلي والوطني، حيث تم إدراجه في العديد من قوائم التجنيد الوطنية لأفضل عشرة لاعبين قبل بداية الموسم. تلقى عروضًا من أكثر من 30 برنامجًا جامعيًا. خلال سنته الأخيرة، ساعد تييو مدرسة بوناهو على الفوز بأول بطولة ولاية في كرة القدم من إتش إتش إس أيه أيه في تاريخها خلال موسم 2008. سجل 129 تدخلًا، منها 11 إيقافًا للخصم، وأجبر على فقدان الكرة ثلاث مرات، وصدّ أربع تمريرات للأمام، وحقق 19 محاولة ضغط على الوسط. في الهجوم كلاعب ركض خلفي، ركض لمسافة 176 ياردة (بمعدل 5.3 ياردة لكل محاولة) وسجل أربعة أهداف، كما حقق ثلاث استقبالات، منها اثنان للأهداف. سجل أيضًا ثلاثة أهداف، أحدها بعد عودة لمسافة 49 ياردة، كما أعاد ركلة محجوبة لتسجيل هدف.
حصل على جائزة لاعب العام في الولاية من غاتوريد للسنة الثانية على التوالي، وتم اختياره ضمن الفريق الأول لكل الولاية وأفضل لاعب دفاعي في الولاية للموسم الثاني على التوالي. كان تأثير تييو كبيرًا لدرجة أن صحيفة صحيفة هونولولو أدفرتايزر فكرت في تسميته لاعب العام الشامل في الولاية. ويُعتبر أحد أكثر الرياضيين تجنيدًا في تاريخ ولاية هاواي، سواء في كرة القدم أو في أي رياضة أخرى.
في عام 2008، فاز تييو بجائزة جائزة بوتكوس الافتتاحية على مستوى المدارس الثانوية، والتي تُمنح لأفضل لاعب خط وسط في الولايات المتحدة. كما تم اختياره كأفضل رياضي في المدارس الثانوية لعام 2008 من قبل سبورتنج نيوز، ليصبح أول شخص من ولاية هاواي وأول رياضي من بولنيزيا يحصل على هذه الجائزة. كما اختارته يو إس إيه توداي كأفضل لاعب دفاعي في البلاد وضمن الفريق جميع أمريكا للفريق الأول. ويُعد ثالث لاعب فقط من هاواي يُختار ضمن يو إس إيه توداي بعد بات كيسي في فريق 1990 لجميع أمريكا في المدارس الثانوية وجيسون تشينغ في فريق 1995 لجميع أمريكا في المدارس الثانوية (علمًا بأن تشينغ أيضًا تخرج من بوناهو وجامعة نوتردام). كما تم اختياره ضمن فريق جميع أمريكا لمجلة "باريد" لعام 2009. وفي 10 يناير 2010، تم اختياره كأفضل لاعب دفاعي في ولاية هاواي للعقد (2000–2009) من قبل صحيفة هونولولو أدفرتايزر.

### التجنيد الجامعي والتصنيفات
اعتُبر تييو على المستوى الوطني أحد أبرز المواهب في دفعة عام 2009. قامت خدمة التجنيد الكبرى Rivals.com بإدراجه كلاعب من فئة الخمس نجوم—وهو الأول من هاواي منذ جوناثان مابو في عام 2002—وصنفته كثاني أفضل لاعب خط وسط داخلي بعد فونتيز بيرفيكت. كما صنفه موقع Scout.com، الذي منحه أيضًا تقييم خمس نجوم، كأفضل لاعب خط وسط قوي في دفعته.
في يوم التوقيع الوطني لعام 2009، التزم تييو بالالتحاق بجامعة نوتردام. وقد اختار "القتال الآيرلندي"، الذين كان يدربهم آنذاك تشارلي فايس، على فريق بايو كوغرز لكرة القدم الأمريكية وفريق يو إس سي تروجا.

## المسيرة الجامعية
التحق تيو بجامعة نوتر دام، حيث لعب في صفوف فريق كرة القدم الأمريكية لفايتينغ أيرش من نوتردام من عام 2009 إلى عام 2012.

### موسم السنة الأولى

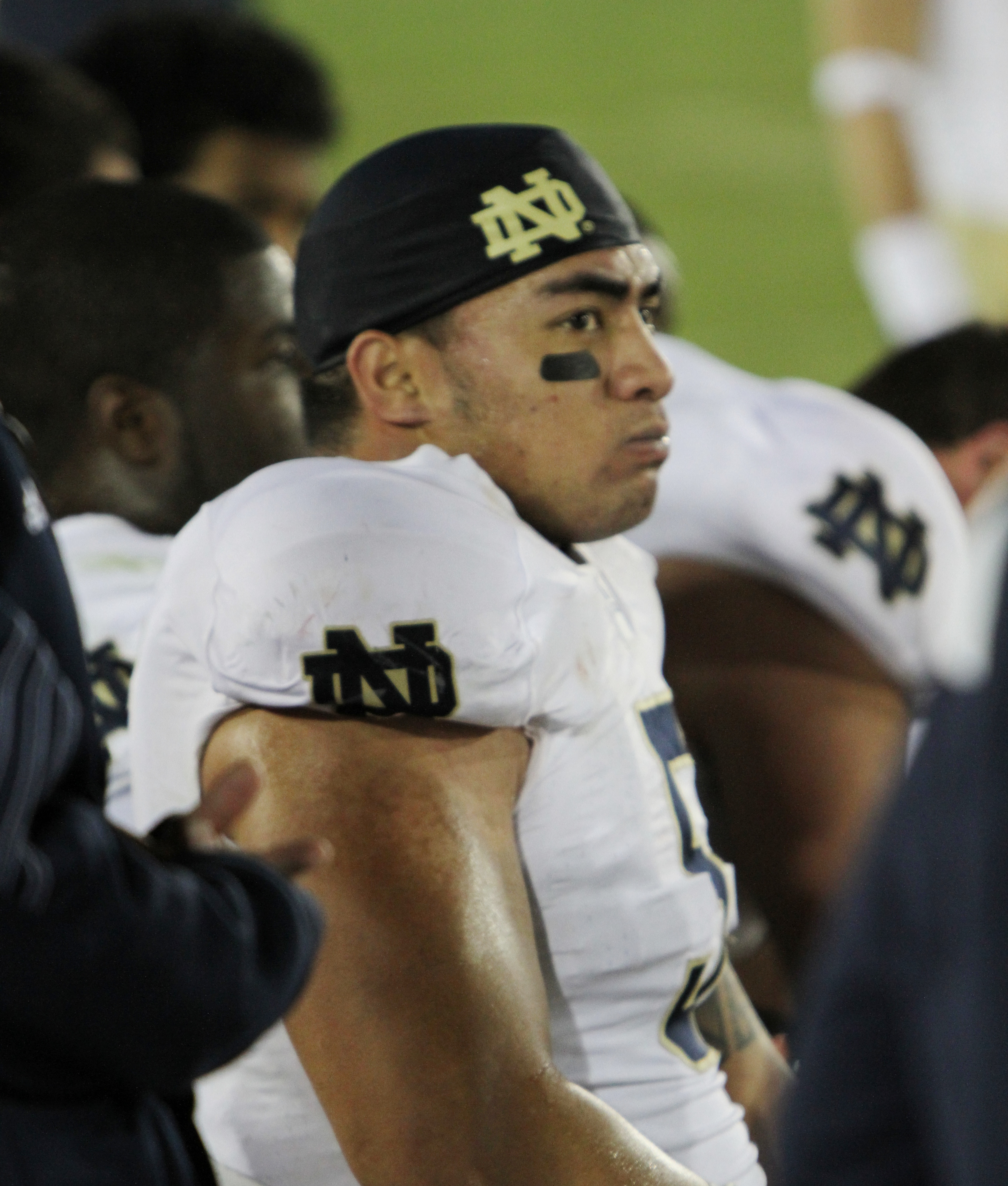
تيو خلال مباراة عام 2010 ضد يو إس سي.

شارك تيو في أول مباراة جامعية له مع بداية السلسلة الدفاعية الثانية في وقت مبكر من الربع الثاني ضد نيفادا في 5 سبتمبر 2009. في ثالث لقطة له، عرقل تيو ظهير ربعي وولف باك كولين كايبرنيك بعد مكسب قدره 11 ياردة في موقف من الثالث و15، محققًا أول تدخل جامعي له. بعد مشاركته، دون أن يبدأ، في أول ثلاث مباريات له، خاض تيو أول مباراة له كأساسي ضد بوردو. شارك تيو في جميع مباريات الموسم الـ12 في سنته الأولى، وأنهى الموسم بـ63 تدخل (حركة كرة القدم), وهو ثالث أعلى رقم من التدخلات للاعب في سنته الأولى في تاريخ نوتردام بعد بوب غوليك (82 في 1975) وروس براونر (68 في 1973). سجل تيو أيضًا 5.5 معالجة الخسارة وتدخل واحد على ظهير ربعي.
في 8 ديسمبر 2009، تم اختيار تيو ضمن فريق السنة الأولى الأمريكي من قبل أخبار كرة القدم الجامعية. كما تم اختياره في الفريق الثاني للسنة الأولى من قبل Rivals.com.

### موسم السنة الثانية
انتقل تيو من مركز الظهير الخارجي إلى الظهير الداخلي في عام 2010 عندما تحول فريق نوتردام إلى نظام دفاع 3–4 تحت قيادة منسق الدفاع بوب دياكو. في 30 أبريل 2010، تم إدراج تيو ضمن قوائم المراقبة لجائزتي لومباردي وناغورسكي لعام 2010.
تصدّر تيو صفوف الفريق في عدد التدخلات بـ133 تدخلًا، وكان ثاني أعلى لاعب في تدخلات الخسارة بـ9.5. ضد ستانفورد في 25 سبتمبر، أنهى تيو المباراة بـ21 تدخلًا، وهو أعلى رقم شخصي له في مباراة واحدة، كما أنه أكبر عدد من التدخلات في مباراة واحدة من لاعب في نوتردام منذ عام 2006.
تم ترشيح تيو كأحد المتأهلين الـ16 لنصف النهائي لكل من جائزة بوتكوس (أفضل ظهير جامعي) وجائزة بيدناريك لأفضل لاعب دفاعي جامعي. كما تم اختياره ضمن الفريق الأمريكي الثاني من قبل CNNSI.

### الموسم الثالث
قاد تي أو فريق "فايتنغ آيريش" في عدد العرقلات للموسم الثاني على التوالي في عام 2011 برصيد 128 عرقلة. كما قاد الفريق في عدد عرقلات الخسارة بـ13.5، وجاء في المركز الثاني في عدد أكياس اللعب بـ5.0.
كان تي أو مرشحًا نهائيًا لجائزتي جائزة باتكس وجائزة لوت، وتم اختياره كأفضل لاعب دفاعي في موسم 2011 في دوري كرة القدم الجامعية للفرق المستقلة (FBS).
سُمي تي أو في الفريق الثاني لأفضل اللاعبين الأمريكيين من قِبل أسوشيتد برس، مؤسسة والتر كامب لكرة القدم، Rivals.com، فيل ستيل وCNNSI. كما تم اختياره ضمن الفريق الأكاديمي الأمريكي الثاني من كابيتال ون.

### الموسم الرابع
أعلن تي أو في 11 ديسمبر 2011 أنه سيعود إلى جامعة نوتردام لموسمه الرابع. دخل تي أو موسمه الأخير كواحد من بين عشرة لاعبين في تاريخ نوتردام سجلوا أكثر من 300 عرقلة خلال مسيرتهم، وبدأ الموسم في المركز الثامن في قائمة العرقلات على مستوى الفريق. خلال الموسم، كان تي أو القائد في عدد العرقلات والاعتراضات في فريق نوتردام الذي أنهى الموسم العادي بسجل 12–0، وامتلك ثاني أفضل دفاع من حيث عدد النقاط المستقبَلة (10.33 نقطة في المباراة الواحدة) في البلاد. سجل 103 عرقلات في الموسم العادي (52 فردية، 51 مساعدة، بمعدل 8.58 في المباراة الواحدة)، من بينها 5.5 عرقلات خسارة و1.5 كيس لعب (واحدة منها لخسارة 13 ياردة ضد لاعب الوسط لفريق أوكلاهوما لاندري جونز.) كما قاد تي أو الفريق، وجميع لاعبي خط الدفاع في الدرجة الأولى إف بي إس، في عدد الاعتراضات. سجّل 7 اعتراضات خلال موسم 2012، وهو أعلى رقم للاعب خط دفاعي في إف بي إس منذ عام 2001. وجاء في المركز الثالث على مستوى البلاد بمعدل 0.58 اعتراض في المباراة، ولم يتفوق عليه سوى سيفتي فريق فرزنو ستيت فيليب توماس الذي سجل 8 اعتراضات في ذلك الموسم. سجل تي أو أعلى معدل له في مباراة واحدة باعتراضين لمسافة 28 ياردة ضد فريق ميتشيغن.
في موسم 2012، احتلت نوتردام المركز الثاني في البلاد من حيث عدد النقاط المستقبَلة (10.33 نقطة في المباراة الواحدة)، كما جاءت في المراكز الـ19 الأولى في أربع فئات دفاعية أخرى: الخامس في دفاع الجري (92.42 ياردة في المباراة)، السادس في إجمالي الدفاع (287.25 ياردة في المباراة)، الثاني عشر في دفاع كفاءة التمرير (105.58)، والتاسع عشر في عدد أكياس اللعب (2.75 في المباراة). بلغ متوسط تي أو 8.58 عرقلات في المباراة، وهو أعلى بثلاثة ونصف عرقلات من أقرب زملائه في الفريق زيكي موتا (5.09 في المباراة).
يُعد تي أو أحد أكثر لاعبي الدفاع تكريمًا في تاريخ كرة القدم الجامعية. فاز في عام 2012 بجائزة أفضل لاعب دفاعي مؤثر جائزة لوت، بالإضافة إلى جائزة ماكسويل، جائزة تشاك بدناريك، جائزة برونكو ناجورسكي، جائزة باتكس، جائزة لومباردي، وجائزة والتر كامب. كما تم اختياره كأحد العلماء الرياضيين الوطنيين من قبل المؤسسة الوطنية لكرة القدم. وكان أحد ثلاثة مرشحين نهائيين جائزة هايزمان، وأنهى التصويت في المركز الثاني خلف لاعب الوسط لفريق تكساس إيه آند إم جوني مانزيل.
في مباراة بطولة BCS الوطنية 2013، سجل تي أو 10 عرقلات في خسارة 42–14 أمام فريق ألاباما الذي فاز بلقبه الوطني الثالث خلال أربع سنوات. سيطرت ألاباما على المباراة منذ البداية وتقدمت 14–0 بعد الربع الأول، ووسعت الفارق إلى 28–0 مع نهاية الشوط الأول. أنهى تي أو المباراة بـ7 عرقلات مساعدة و3 فردية.

### إحصاءات الكلية
حقق تيئو 437 تدخلًا خلال مسيرته التي استمرت أربع سنوات في جامعة نوتردام. ويحتل المركز الثالث في تاريخ المدرسة خلف بوب كريبل (521، بين عامي 1978–1981) وبوب غوليك (479، بين عامي 1975–1978). بدأ أساسياً في 47 مباراة متتالية، بدءًا من المباراة الرابعة في موسمه الأول، وكانت في ذلك الوقت أطول سلسلة بداية لأي ظهير في البلاد. ويُعد تيئو ثاني لاعب في تاريخ نوتردام، بعد كريبل، يحقق أكثر من 100 تدخل في ثلاثة مواسم متتالية.
جميع الإحصاءات من الموقع الرياضي الرسمي لجامعة نوتردام،
| السنة         | الفريق        | المباريات | التدخلات | التدخلات | التدخلات | التدخلات               | الأكياس        | الدفاع ضد التمرير | الدفاع ضد التمرير | الدفاع ضد التمرير | الدفاع ضد التمرير | الفومبل          | الفومبل | الكرات الممنوعة | الكرات الممنوعة |
| السنة         | الفريق        | المباريات | فردي     | مساعد    | المجموع  | تدخلات لخسارة – ياردات | العدد – ياردات | اعتراضات – ياردات | كسر تمريرات       | تمريرات مشتتة     | ضغط على QB        | استعادة – ياردات | إجبار   | ركلة            | سلامة           |
| ------------- | ------------- | --------- | -------- | -------- | -------- | ---------------------- | -------------- | ----------------- | ----------------- | ----------------- | ----------------- | ---------------- | ------- | --------------- | --------------- |
| 2009          | نوتردام       | 12        | 29       | 34       | 63       | 5.5 – 25               | 1.0 – 12       | 0 – 0             | 1                 | 1                 | 1                 | 0 – 0            | 0       | 0               | 0               |
| 2010          | نوتردام       | 13        | 66       | 67       | 133      | 9.5 – 34               | 1.0 – 7        | 0 – 0             | 3                 | 3                 | 3                 | 0 – 0            | 1       | 0               | 0               |
| 2011          | نوتردام       | 13        | 62       | 66       | 128      | 13.5 – 36              | 5.0 – 23       | 0 – 0             | 2                 | 2                 | 4                 | 0 – 0            | 1       | 0               | 0               |
| 2012          | نوتردام       | 13        | 55       | 58       | 113      | 5.5 – 19               | 1.5 – 13       | 7 – 35            | 4                 | 11                | 4                 | 2 – 8            | 0       | 0               | 0               |
| المجموع الكلي | المجموع الكلي | 51        | 212      | 225      | 437      | 34.0 – 114             | 8.5 – 55       | 7 – 35            | 10                | 17                | 12                | 2 – 8            | 2       | 0               | 0               |

## المسيرة الاحترافية

### ما قبل الاختيار في الدرافت
قرر تيو العودة إلى جامعة نوتردام بعد موسم 2011 بالرغم من أنه كان متوقعًا أن يُختار في نهاية الجولة الأولى من درافت دوري كرة القدم الأمريكية 2012 في منتصف موسم 2011. في التوقعات الأولية للدرافت في مايو 2012، أُدرج اسم تيو ضمن اختيارات نهاية الجولة الأولى في درافت دوري كرة القدم الأمريكية 2013. وبحلول منتصف الموسم، ارتفعت توقعاته إلى منتصف الجولة الأولى. لم تشهد نوتردام اختيار أحد لاعبي خط الوسط الدفاعي في الجولة الأولى منذ بوب كريبل في عام 1982. في نهاية موسم كرة القدم الجامعية لعام 2012، وقع تيو عقدًا مع الوكيل توم كوندون، وكان يتدرب في أكاديمية آي إم جي في برادنتون استعدادًا لدرافت NFL.
| Height in | Height ft | طول الذراع | مدى اليد | سباق 40 ياردة | انقسام 10 ياردات | انقسام 20 ياردات | مكوك 20 ياردة | مثقاب ثلاثي المخاريط | القفز العمودي | الوثب الطويل القائم ‏ | Bench press |
| --- | --------- | ---------- | -------- | ------------- | ---------------- | ---------------- | ------------- | -------------------- | ------------- | -------------------- | ----------- |
| 6 1¼ | 241       | 32½        | 9½       | 4.82 s        | 1.87 s           | 2.98 s           | 4.27 s        | 7.13 s               | 33            | 9 5                  | 21 reps     |
| جميع القيم من الدوري الوطني لكرة القدم الأمريكية، باستثناء تمرين الدفع (bench press) المأخوذ من يوم الأداء في نوتردام |           |            |          |               |                  |                  |               |                      |               |                      |             |

حضر تيو فعالية "كومباين" للدوري الوطني لكرة القدم الأمريكية وسط كثير من التدقيق من قبل فرق NFL. كان أداؤه المخيب نسبيًا بزمن 4.82 ثانية في سباق 40 ياردة محبطًا، لكنه وعد بتحقيق "أداء أفضل بكثير" في يوم الأداء الخاص بجامعة نوتردام. بعد فعالية الكومباين، توقعت مجلة سبورتس إليسترايتد أن يخرج تيو من اختيارات الجولة الأولى. وفي يوم الأداء بجامعة نوتردام بتاريخ 26 مارس، سجل تيو أزمنة أسرع وفقًا لتود مكشاي من ESPN (بزمن تم توقيته يدويًا 4.75 و4.71).

### سان دييغو تشارجرز

#### موسم 2013
تم اختياره في الجولة الثانية، بالمجمل الترتيب 38، من قِبل سان دييغو تشارجرز، كثاني لاعب خط وسط داخلي يتم اختياره في الدرافت بعد أليك أوغليتري. قال تي أو في يوم الدرافت: "إنه سيناريو مثالي. يمكن لوالدي أن يأتيا لمشاهدتي، يمكنني العودة للمنزل، إنها سان دييغو". كان تي أو أعلى لاعب خط وسط من نوتردام يتم اختياره منذ ديمتريوس دوبوز في 1993، حتى تم اختيار جايلون سميث في درافت عام 2016.
في 9 مايو 2013، وقّع تي أو عقدًا لمدة أربع سنوات مع الشارجرز. شمل العقد مكافأة توقيع بقيمة 2,141,768 دولارًا وكان إجمالي قيمته يزيد قليلاً عن 5 ملايين دولار مع أكثر من 3.1 مليون دولار مضمونة. وكان ثاني لاعب خط وسط من أصل بولنيزياني يلعب لصالح الشارجرز (بعد جونيور سيو).
أُصيب تي أو في قدمه اليمنى خلال مباراة الشارجرز الافتتاحية في فترة ما قبل الموسم ضد سياتل سيهوكس في 8 أغسطس، مما تسبب في غيابه عن بقية مباريات ما قبل الموسم وكذلك المباراة الافتتاحية للموسم ضد هيوستن تكسانز. شارك تي أو لأول مرة في الدوري الوطني لكرة القدم الأمريكية في الأسبوع الرابع ضد دالاس كاوبويز. أنهى المباراة بثلاث تدخلات وفاز الشارجرز بالمباراة.
أنهى تي أو الموسم بـ61 تدخلًا و4 تمريرات محطمة في 13 مباراة كأساسي.

#### موسم 2014
سعى تي أو إلى تحسين أدائه مقارنة بموسم 2013؛ ومع ذلك، في 23 سبتمبر 2014، تعرض لكسر في القدم. عاد في منتصف الموسم ضد أوكلاند رايدرز. ضد نيو إنجلاند باتريوتس، اعترض تي أو تمريرة من توم برايدي في منطقة النهاية أثناء تغطيته لـروب غرونكوسكي، وكان ذلك أول اعتراض له في الدوري. بعد بضعة أسابيع، في مباراة عودة الشارجرز ضد سان فرانسيسكو 49، سجل تي أو أول إقالة له في الدوري بإقالته كولين كايبرنيك—والذي صادف أنه أول لاعب تدخل عليه تي أو في مسيرته الجامعية—في لعبة بالهبوط الرابع. أنهى مانتاي الموسم بـ61 تدخلًا، وإقالة واحدة، واعتراض واحد، وثلاث تمريرات محطمة.

#### موسم 2015
في عام 2015، حقق تي أو 63 تدخلًا، واعتراضًا واحدًا، وفرض تخبطًا واحدًا. غاب عن أربع مباريات في منتصف الموسم بسبب إصابة في الكاحل.

#### موسم 2016
في 5 سبتمبر 2016، تم تعيين تيو كأحد قادة فريق سان دييغو تشارجرز لموسم 2016. في 28 سبتمبر 2016، تم وضعه على قائمة المصابين بسبب تمزق في وتر أخيل.

### نيو أورليانز سينتس
في 21 مارس 2017، وقّع تيو عقدًا لمدة عامين مع فريق نيو أورليانز سينتس. قاد تيو فريق السينتس في عدد التدخلات التي تؤدي لخسارة ياردات خلال موسم 2017. كان غير نشط لأسباب فنية في جميع مباريات موسم 2018 باستثناء خمس مباريات، ولم يُعاد التوقيع معه بعد انتهاء عقده.
بعد أن لم يلعب معظم موسم 2019، أعاد فريق نيو أورليانز التوقيع معه في 3 ديسمبر 2019.

### شيكاغو بيرز
في 20 أكتوبر 2020، وقّع تيو مع فريق شيكاغو بيرز ضمن فريق التدريب. وُضع على قائمة فريق التدريب/مرض فيروس كورونا 2019 في 7 ديسمبر 2020، ثم أُعيد إلى فريق التدريب في 19 ديسمبر.

## إحصائيات مسيرة الدوري الوطني لكرة القدم الأمريكية
| شرح الرموز | شرح الرموز      |
| ---------- | --------------- |
| غامق       | أعلى رقم مسيرته |

### الموسم العادي
| السنة             | الفريق          | المباريات | المباريات | التدخلات الدفاعية | التدخلات الدفاعية | التدخلات الدفاعية | التدخلات الدفاعية | التدخلات الدفاعية | الاعتراضات | الاعتراضات | الاعتراضات | الاعتراضات | الاعتراضات  | فقدان الكرة       | فقدان الكرة         | فقدان الكرة | فقدان الكرة |
| السنة             | الفريق          | لعب       | بداية     | مجموع             | منفرد             | مساعد             | سجل هجوم          | خسارة تقدم        | اعتراض     | ياردات     | تسجيل      | أطول       | منع التمرير | إجبار فقدان الكرة | استرجاع فقدان الكرة | ياردات      | تسجيل       |
| ----------------- | --------------- | --------- | --------- | ----------------- | ----------------- | ----------------- | ----------------- | ----------------- | ---------- | ---------- | ---------- | ---------- | ----------- | ----------------- | ------------------- | ----------- | ----------- |
| 2013 [الإنجليزية] | سان دييغو       | 13        | 13        | 61                | 41                | 20                | 0.0               | 6                 | 0          | 0          | 0          | 0          | 4           | 0                 | 0                   | 0           | 0           |
| 2014 [الإنجليزية] | سان دييغو       | 10        | 6         | 60                | 39                | 21                | 1.0               | 3                 | 1          | 0          | 0          | 0          | 3           | 0                 | 0                   | 0           | 0           |
| 2015 [الإنجليزية] | سان دييغو       | 12        | 12        | 83                | 63                | 20                | 0.5               | 4                 | 1          | 11         | 0          | 11         | 2           | 1                 | 0                   | 0           | 0           |
| 2016 [الإنجليزية] | سان دييغو       | 3         | 3         | 17                | 11                | 6                 | 0.0               | 2                 | 0          | 0          | 0          | 0          | 0           | 0                 | 0                   | 0           | 0           |
| 2017 [الإنجليزية] | NO [الإنجليزية] | 16        | 10        | 62                | 42                | 20                | 0.0               | 7                 | 0          | 0          | 0          | 0          | 3           | 0                 | 1                   | 0           | 0           |
| 2018 [الإنجليزية] | NO [الإنجليزية] | 5         | 2         | 18                | 12                | 6                 | 0.0               | 0                 | 0          | 0          | 0          | 0          | 1           | 0                 | 0                   | 0           | 0           |
| 2019 [الإنجليزية] | NO              | 3         | 2         | 6                 | 4                 | 2                 | 0.0               | 0                 | 0          | 0          | 0          | 0          | 0           | 0                 | 0                   | 0           | 0           |
|                   |                 | 62        | 48        | 307               | 212               | 95                | 1.5               | 22                | 2          | 11         | 0          | 11         | 13          | 1                 | 1                   | 0           | 0           |

### الأدوار الإقصائية
| السنة             | الفريق               | المباريات | المباريات | التدخلات الدفاعية | التدخلات الدفاعية | التدخلات الدفاعية | التدخلات الدفاعية | التدخلات الدفاعية | الاعتراضات | الاعتراضات | الاعتراضات | الاعتراضات | الاعتراضات  | فقدان الكرة       | فقدان الكرة         | فقدان الكرة | فقدان الكرة |
| السنة             | الفريق               | لعب       | بداية     | مجموع             | منفرد             | مساعد             | سجل هجوم          | خسارة تقدم        | اعتراض     | ياردات     | تسجيل      | أطول       | منع التمرير | إجبار فقدان الكرة | استرجاع فقدان الكرة | ياردات      | تسجيل       |
| ----------------- | -------------------- | --------- | --------- | ----------------- | ----------------- | ----------------- | ----------------- | ----------------- | ---------- | ---------- | ---------- | ---------- | ----------- | ----------------- | ------------------- | ----------- | ----------- |
| 2013 [الإنجليزية] | سان دييغو            | 2         | 2         | 10                | 6                 | 4                 | 0.0               | 0                 | 0          | 0          | 0          | 0          | 0           | 0                 | 0                   | 0           | 0           |
| 2017 [الإنجليزية] | نيو أورليانز ساينتس ‏ | 2         | 2         | 15                | 8                 | 7                 | 1.0               | 1                 | 0          | 0          | 0          | 0          | 0           | 0                 | 0                   | 0           | 0           |
| 2020 [الإنجليزية] | شيكاغو بيرز          | 1         | 1         | 6                 | 4                 | 2                 | 0.0               | 0                 | 0          | 0          | 0          | 0          | 0           | 0                 | 0                   | 0           | 0           |
|                   |                      | 5         | 5         | 31                | 18                | 13                | 1.0               | 1                 | 0          | 0          | 0          | 0          | 0           | 0                 | 0                   | 0           | 0           |

## الحياة الشخصية
وُلد تيئو في لاي، هاواي في 26 يناير 1991، من أصل ساموي. هو ابن بريان وأوتيليا تيئو ولديه خمسة أشقاء: الأخوات بري آن، تياري، إيدن، مايا، والأخ ماناسيه.
في المدرسة الثانوية، حصل تيئو على معدل تقدير دراسي 3.52، وشارك في الأعمال التطوعية مع مستشفى شراينرز للأطفال، وبرنامج رياض الأطفال هيدستارت، وبنك الطعام في هاواي، والأولمبياد الخاص. كما أصبح تيئو النسر الكشفية (الكشافة الأمريكية) في نوفمبر 2008.
تيئو عضو نشط في كنيسة يسوع المسيح لقديسي الأيام الأخيرة.
في فبراير 2020، خطب تيئو صديقته، المدربة الشخصية ومستشارة الجمال جوفي نيكول إنجبينو. تزوجا في سان دييغو، كاليفورنيا، في 29 أغسطس 2020.
لدى تيئو ابنة تدعى هيرو تيئو، وُلدت في 12 أغسطس 2021، وابن يدعى كيرو تيئو، وُلد في 16 يناير 2023.
تيئو صديق مقرب لربان الفريق توا تاغوفيلوا، وهو لاعب ساموي آخر في دوري كرة القدم الأمريكية نشأ في هاواي، ويصف تاغوفيلوا بأنه "أخي الصغير".
كان تيئو عضوًا في فريق التعليق الخاص بمنصة نتفليكس لمباريات دوري كرة القدم الأمريكية في يوم عيد الميلاد لعام 2024.
في أغسطس 2024، أعلن شبكة NFL Network أن تيئو سينضم إليها كمحلل على الهواء.
وهو معلّق منتظم في برنامج صباح الخير كرة القدم.

### حادثة الانتحال الإلكتروني
أخبر تيو العديد من وسائل الإعلام أن كل من جدته وصديقته توفيا في 12 سبتمبر 2012. وقال تيو إن صديقته، الطالبة في جامعة ستانفورد ليناي كيكوا، تعرضت لحادث سيارة، وخلال علاجها تم اكتشاف إصابتها بـابيضاض الدم. ولم يتغيب تيو عن أي مباراة لفريق نوتردام، قائلاً إنه وعد كيكوا بأنه سيلعب حتى لو حدث لها شيء. وأفادت العديد من وسائل الإعلام الرياضية بهذه المآسي خلال موسم تيو القوي في 2012 وظهوره كمرشح لجائزة هايزمان.
بعد تلقيهم رسالة بريد إلكتروني مجهولة في يناير 2013، أجرى الصحفيان تيموثي بيرك وجاك ديكي من مدونة الرياضة Deadspin تحقيقاً حول هوية كيكوا. وفي 16 يناير، نشروا مقالاً يدعي انتحال كيكوا وهما ذكروا رجلاً اسمه رونايا "نايا" توياسوسوبو (/roʊˈnaɪə ˌtuːjɑːsoʊˈsoʊpoʊ/ roh-NY-ə-_-TOO) متورطاً في خدعة العلاقة مع تيو. وُصِف توياسوسوبو بأنه صديق عائلة أو معارف لتيو. وكانت صور كيكوا التي نُشرت في وسائل الإعلام في الواقع لزميلة سابقة في المدرسة الثانوية لتوياسوسوبو.
في نفس اليوم الذي نُشر فيه مقال "ديدسبين"، أصدرت جامعة نوتردام بيانًا قالت فيه إن "مانتي كان ضحية ما يبدو أنه خدعة قام بها شخص يستخدم الاسم الوهمي ليناى كيكاوا الذي تودد إلى مانتي ثم تآمر مع آخرين ليجعلاه يعتقد أنها ماتت tragically بسبب اللوكيميا." في مؤتمر صحفي، أكد مدير النشاطات الرياضية في نوتردام جاك سواربريك أن الجامعة وظفت محققين خاصين لكشف مصدر الخدعة، وأوضح أن علاقة تي أو مع كيكاوا كانت "علاقة إنترنت فقط". هذا تعارض مع الروايات السابقة لتي أو وعائلته التي ذكرت أن الثنائي التقيا للمرة الأولى بعد مباراة كرة قدم. ثم زار سواربريك تي أو في هاواي. قال سواربريك إن تي أو أبلغ نوتردام بالخدعة في 26 ديسمبر 2012، بعد أن تلقى مكالمة هاتفية في 6 ديسمبر من المرأة التي عرفها باسم كيكاوا، زاعمة أنها ما زالت على قيد الحياة. مع ذلك، ذكر تي أو وفاة كيكاوا في أربع مقابلات منفصلة على الأقل في الأيام التي تلت المكالمة الهاتفية.
ردًا على الشكوك المتزايدة حول تورطه في الخدعة، وافق تي أو على إجراء مقابلة في 18 يناير 2013 مع الصحفي الرياضي جيريمي شاب أكد خلالها براءته. شرح تي أو أنه كذب على والده وآخرين بشأن لقائه بها شخصيًا لأنه كان يعتقد أنه سيُنظر إليه على أنه "مجنون" لإقامة علاقة جدية مع امرأة لم يقابلها قط شخصيًا. قال تي أو إنه كان غاضبًا وحائرًا من المكالمة الهاتفية في 6 ديسمبر واستمر في التحدث عن كيكاوا لأن الوضع كان غير واضح له. وأوضح تي أو أيضًا أن توياسوسوبو ادعى أنه ابن عم ليناى كيكاوا، وأنهما تواصلا عبر الإنترنت على مدى السنوات الماضية والتقيا مرة واحدة شخصيًا في مباراة نوتردام/يو إس سي لعام 2012. قال تي أو إن توياسوسوبو أقر بمسؤوليته عن الخدعة في مكالمة هاتفية بتاريخ 16 يناير.
في مقابلة بتاريخ 24 يناير 2013 في برنامج كاتي مع كاتي كوريك، عرض تي أو ثلاث رسائل صوتية تركتها كيكاوا وقال إن الصوت "يبدو كصوت فتاة". في ظهور له على برنامج دكتور فيل في 31 يناير و1 فبراير، اعترف توياسوسوبو بالخدعة واعترف بأنه وقع في حب تي أو واستخدم هوية كيكاوا. كما أعاد إنشاء الصوت النسائي خلف حاجز الخصوصية. قال أقارب توياسوسوبو لصحيفة نيويورك بوست إن صوت كيكاوا كان ينتمي لابن عم توياسوسوبو. رغم الكشف عن عدم وجود كيكاوا، قال لاعب الدوري الوطني لكرة القدم الأمريكية ريغان ماويا إنه التقى بشخص مرتين يدعي أنه كيكاوا، وقد قدّمه له توياسوسوبو الذي كان يعتقد أنه ابن عم كيكاوا.
كانت تجربة تي أو موضوع وثائقي على منصة نتفليكس بعنوان غير مروي: الصديقة التي لم تكن موجودة صدر في أغسطس 2022.

## وصلات خارجية
- السيرة الذاتية على موقع نيو أورليانز سينتس
- السيرة الذاتية على موقع لوس أنجلوس تشارجرز نسخة محفوظة 30 ديسمبر 2014 على موقع واي باك مشين.
- السيرة الذاتية على موقع نوتردام فايتيغ إيريش
- مانتي تيو في قاعدة بيانات الأفلام على الإنترنت